# Nyékládháza
Nyékládháza es una pequeña ciudad en el condado de Borsod-Abaúj-Zemplén, en el norte de Hungría, a 20 kilómetros de la capital del condado, Miskolc.

## Historia
La zona ha estado habitada desde la antigüedad; entre los hallazgos arqueológicos se incluye un cementerio ávaro. Los pueblos de Mezőnyék y Ládháza surgieron en torno a la conquista de Hungría, y se mencionan por primera vez en 1270 y 1293, respectivamente, si bien es cierto que Mezőnyék tenía un nombre diferente entonces y solo lo mantuvo a partir del siglo XIV. Los cambios de nombre indican que los pueblos fueron destruidos varias veces, pero reconstruidos una y otra vez.
Los dos pueblos se unificaron en 1932 con el nombre de Nyékládháza. El pueblo obtuvo el estatus de ciudad en 2003.
La iglesia católica local fue construida y financiada en su totalidad en 1943 por el terrateniente József Lenz (1897-1965), quien también fue consejero comercial y comerciante. József Lenz la donó a la ciudad y a la Iglesia, y su hijo, Vitéz József Lenz (1922-1942), quien murió durante la Segunda Guerra Mundial, está enterrado en la cripta del templo. Su hija, Klára Lenz (1924-2013), artista de tapices gobelinos, fue la esposa del noble húngaro Endre Farkas de Boldogfa (1908-1994), jefe del Estado Mayor General de los Ejércitos Húngaros durante la Segunda Guerra Mundial, que donó parte de su colección de tapices a la ciudad.

## Lugares de interés turístico, programas
- Mansión Szepessy-Egry
- Iglesia protestante barroca
- Lago Nyéki
- Feria del Día del Santo en agosto
- Iglesia católica romana construida en 1943
- La colección de tapices Gobelinos de Klára Lenz

## Ciudades hermanadas
Nyékládháza está hermanada con: 
- Chrzanów, Polonia